# Let It Go
„Let It Go“ (на български: „Слагам край“) е песен от 2013 г. от анимационния филм на Дисни „Замръзналото кралство“ с музика и текст, композирани от Кристен Андерсън-Лопес и Робърт Лопес. Песента е изпята във филма от американската актриса и певица Идина Мензел в ролята си на кралица Елза. Българската версия на песента е изпята от Надежда Панайотова.

## Песента на други езици
Филмът и песента са преведени на няколко езика:
| Изпълнител(и)                                        | Заглавие                                                             | В превод на английски        | Език                  |
| ---------------------------------------------------- | -------------------------------------------------------------------- | ---------------------------- | --------------------- |
| Gisela                                               | „¡Suéltalo!“                                                         | „Let It Go!“                 | Иберски испански      |
| Carmen Sarahi (филм) и Мартина Стоесел (credits)     | „Libre Soy“                                                          | „I'm Free“                   | Американски испански  |
| Надежда Панайотова                                   | „Слагам край“                                                        | „I'm Putting an End“         | Български             |
| Serena Autieri (филм) и Мартина Стоесел (credits)    | „All'alba Sorgerò“                                                   | „I Will Rise at the Dawn“    | Италиански            |
| Hanna-Liina Võsa                                     | „Olgu nii“                                                           | „Let It Be“                  | Естонски              |
| Ольга Шаніс                                          | „Все одно“                                                           | „Doesn't Matter“             | Украински             |
| Willemijn Verkaik                                    | „Lass Jetzt Los“                                                     | „Let Go Now“                 | Немски                |
| Takako Matsu (филм) и May J. (credits)               | „Let It Go ~Ari no Mama de~“ (レット・イット・ゴー～ありのままで～?) | „Let It Go ~As I Am~“        | Японски               |
| Marsha Milan Londoh                                  | „Bebaskan“                                                           | „Free It“                    | Малайзки              |
| Anaïs Delva                                          | „Libérée, délivrée“                                                  | „Freed, Released“            | Френски               |
| Anna Buturlina (филм) и Julia Dovganishina (credits) | „Отпусти и Забудь“                                                   | „Let Go and Forget the Past“ | Руски                 |
| Katarzyna Łaska                                      | „Mam tę moc“                                                         | „I Have This Power“          | Полски                |
| Taryn Szpilman                                       | „Livre Estou“                                                        | „I'm Free“                   | Бразилски португалски |
| Begüm Günceler                                       | „Aldırma“                                                            | „Don't Mind It“              | Турски                |